# Birni-N’Konni
Birni-N’Konni (auch: Birnin Konni, Kurzform: Konni) ist eine Stadtgemeinde und der Hauptort des gleichnamigen Departements Birni-N’Konni in Niger.

## Geographie

### Lage und Gliederung

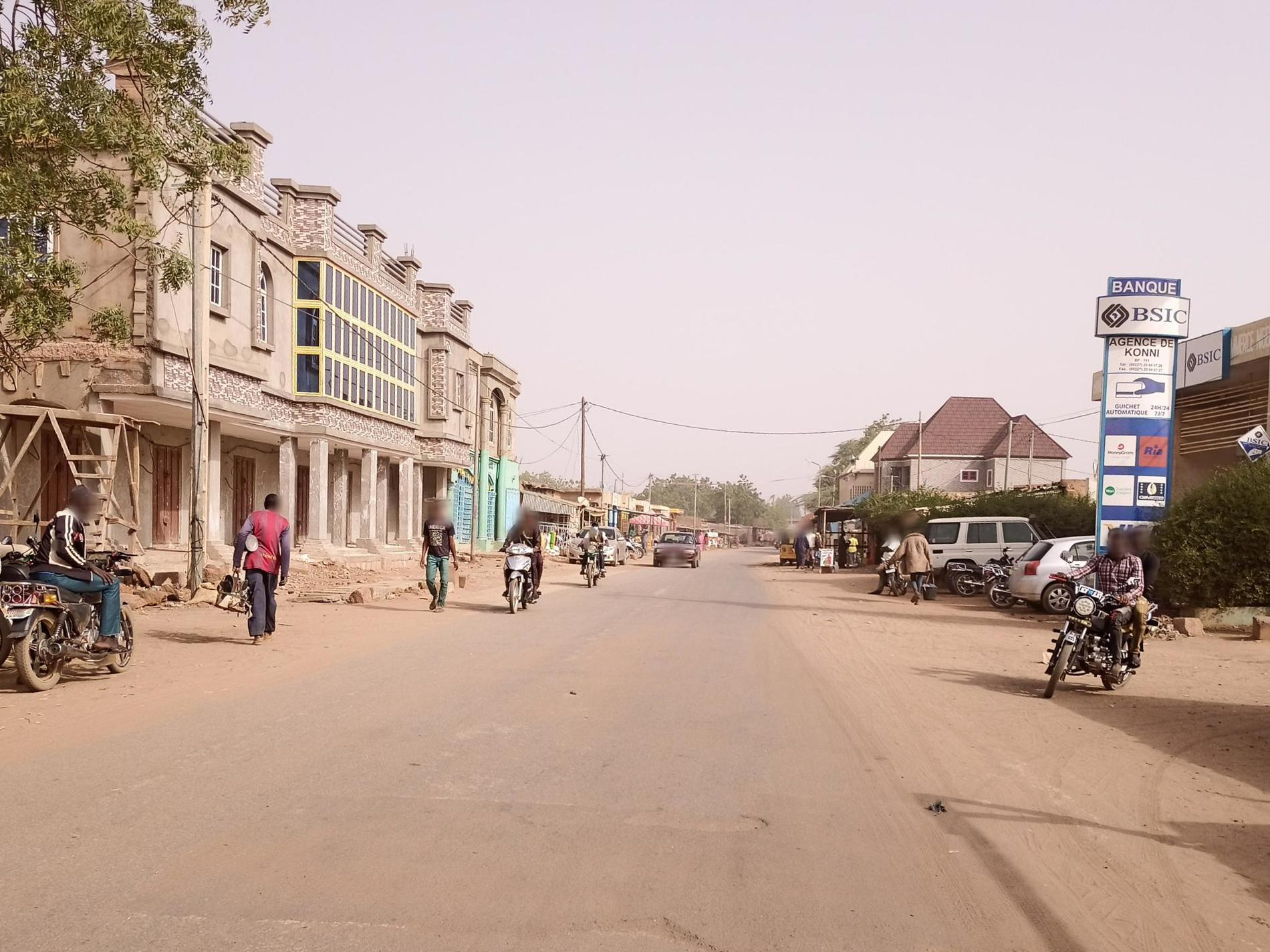
Straßenszene in Birni-N’Konni (2021)

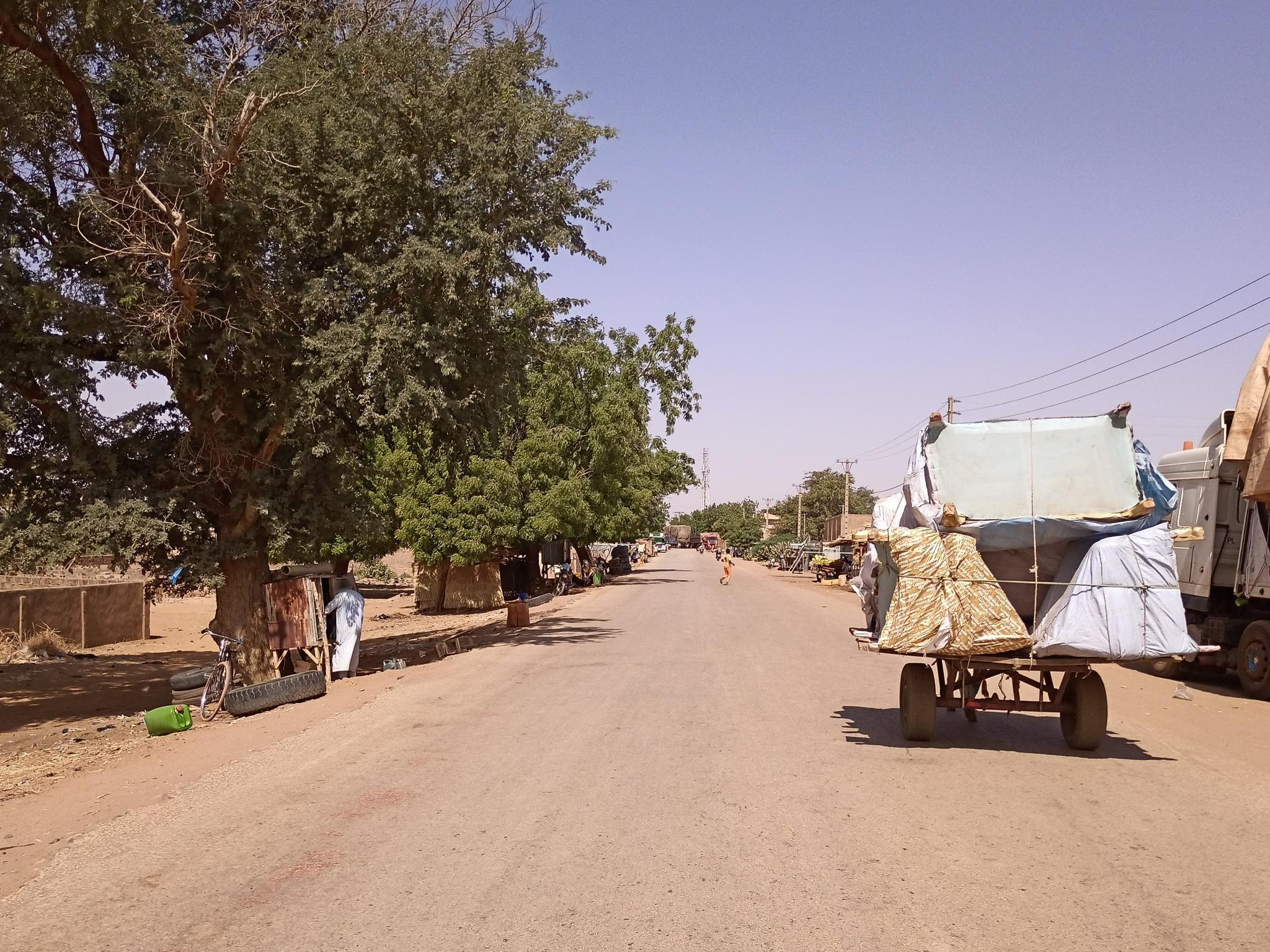
Straßenszene in Birni-N’Konni (2021)

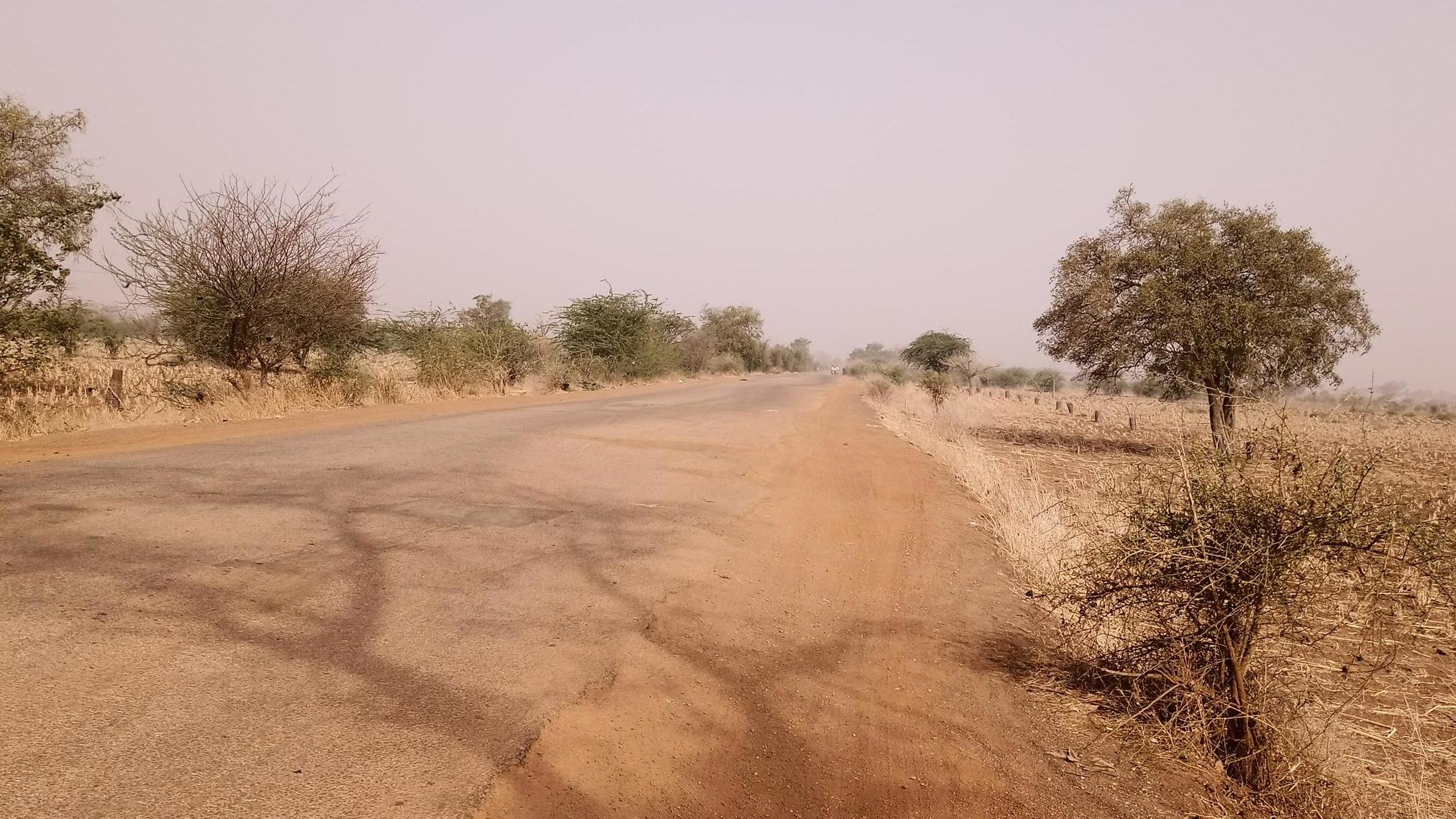
Straße im ländlichen Gemeindegebiet südlich des Stadtzentrums (2021)

Birni-N’Konni liegt im Süden des Landes an der Grenze zu Nigeria, in der Großlandschaft Sudan an deren Übergang zur Sahelzone. Die Nachbargemeinden in Niger sind Tsernaoua im Norden und Bazaga im Westen. Die Altstadt (der „ancien noyau“) wird im Osten vom saisonal Wasser führenden Fluss Maggia begrenzt.
Das Gemeindegebiet ist in acht Stadtviertel und ein ländliches Gebiet mit 38 Dörfern und neun Weilern gegliedert. Die Stadtviertel heißen Fada, Matan Karawa, Moun Wadata, Moun Wadata II, Rini, Roumdji, Sabon Gari und Tagagia. Das Stadtzentrum liegt auf einer Höhe von 280 m. Zu den größeren ländlichen Dörfern zählen Dossey und Massalata.

### Klima
In Birni-N’Konni herrscht trockenes Wüstenklima vor. Die synoptische Wetterstation im Stadtzentrum liegt auf 272 m Höhe und wurde 1933 in Betrieb genommen.
|                        | Jan  | Feb  | Mär  | Apr  | Mai  | Jun  | Jul  | Aug  | Sep  | Okt  | Nov  | Dez  |   |      |
| Mittl. Temperatur (°C) | 23,6 | 26,8 | 30,5 | 33,4 | 33,9 | 32,3 | 29,4 | 27,5 | 29,0 | 30,1 | 28,0 | 24,5 | ⌀ | 29,1 |
| Mittl. Tagesmax. (°C)  | 31,3 | 34,8 | 38,5 | 40,9 | 40,4 | 38,0 | 34,3 | 31,7 | 34,2 | 36,8 | 35,6 | 32,0 | ⌀ | 35,7 |
| Mittl. Tagesmin. (°C)  | 16,7 | 19,3 | 22,4 | 25,3 | 27,5 | 27,2 | 25,4 | 24,0 | 24,6 | 23,6 | 20,9 | 17,7 | ⌀ | 22,9 |
|                        |      |      |      |      |      |      |      |      |      |      |      |      |   |      |
| Niederschlag (mm)      | 0    | 0    | 0    | 2    | 16   | 29   | 72   | 124  | 49   | 9    | 0    | 0    | Σ | 301  |
|                        |      |      |      |      |      |      |      |      |      |      |      |      |   |      |
| Sonnenstunden (h/d)    | 10,3 | 10,5 | 10,8 | 11,2 | 11,5 | 11,3 | 9,7  | 7,9  | 9,8  | 10,5 | 10,3 | 10,2 | ⌀ | 10,3 |
|                        |      |      |      |      |      |      |      |      |      |      |      |      |   |      |
| Regentage (d)          | 0    | 0    | 0    | 0    | 2    | 5    | 9    | 11   | 6    | 2    | 0    | 0    | Σ | 35   |
|                        |      |      |      |      |      |      |      |      |      |      |      |      |   |      |
| Luftfeuchtigkeit (%)   | 15   | 11   | 9    | 15   | 30   | 45   | 61   | 72   | 64   | 35   | 18   | 16   | ⌀ | 32,7 |

| 16,7 |

| 19,3 |

| 22,4 |

| 25,3 |

| 27,5 |

| 27,2 |

| 25,4 |

| 24,0 |

| 24,6 |

| 23,6 |

| 20,9 |

| 17,7 |

| 16,7 |

| 19,3 |

| 22,4 |

| 25,3 |

| 27,5 |

| 27,2 |

| 25,4 |

| 24,0 |

| 24,6 |

| 23,6 |

| 20,9 |

| 17,7 |

| N i e d e r s c h l a g | 0   | 0   | 0   | 2   | 16  | 29  | 72  | 124 | 49  | 9   | 0   | 0   |
|                         | Jan | Feb | Mär | Apr | Mai | Jun | Jul | Aug | Sep | Okt | Nov | Dez |

### Fauna
In Birni-N’Konni wurden folgende Vogelarten beobachtet:
- Mauersegler (Apus apus)
- Schwarzhalsreiher (Ardea melanocephala)
- Kuhreiher (Bubulcus ibis)
- Guineataube (Columba guinea)
- Senegalracke (Coracias abyssinicus)
- Palmensegler (Cypsiurus parvus)
- Gleitaar (Elanus caeruleus)
- Zwergadler (Hieraaetus pennatus)
- Senegalamarant (Lagonosticta senegala)
- Grünschwanz-Glanzstar (Lamprotornis chalybaeus)
- Rotkopfwürger (Lanius senator)
- Schwarzmilan (Milvus migrans parasitus)
- Dorfweber (Ploceus cucullatus)
- Palmtaube (Spilopelia senegalensis)
- Lachtaube (Streptopelia roseogrisea)[5]

Es wurden die Schlangenarten Afrotyphlops punctatus, Atractaspis watsoni und Weißlippen-Schlange (Crotaphopeltis hotamboeia) gesichtet.

## Geschichte

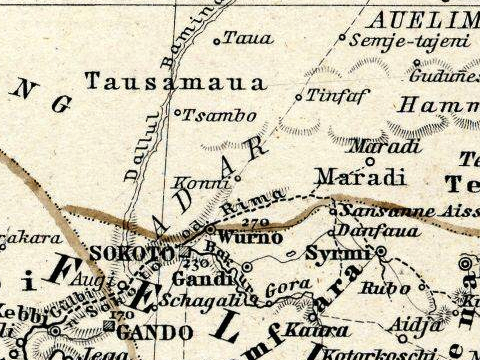
Konni in Stielers Hand-Atlas (1891)

Die Region von Birni-N’Konni bildete zunächst ein relativ autonomes Gebiet unter der Oberherrschaft von Kebbi und wurde um 1750 von Gobir erobert. Sie reichte von Baizo (heute ein Dorf im Gemeindegebiet von Alléla) im Westen bis Doguérawa im Osten und dehnte sich Richtung Norden nach Ader aus. 1823 erhielt ihr Hauptort eine Befestigung, birni auf Hausa, um gegen den 1804 von Usman dan Fodio ausgerufenen Dschihad der Fulbe geschützt zu sein. Seitdem heißt die Stadt Birni-N’Konni, übersetzt „Befestigung der Kanni“. Die Kanni waren die alte Herrscherdynastie von Kebbi. Birni N’Konni entschloss sich dazu, keinen aussichtslosen Krieg gegen Usman dan Fodio zu führen und unterwarf sich seiner Herrschaft. Die Stadt wurde in Usman dan Fodios Kalifat von Sokoto eingegliedert und ihre Einwohner islamisiert.
Im Jahr 1899 war Birni-N’Konni Schauplatz eines berüchtigten Massakers. Im Zuge der Besetzung Französisch-Westafrikas wurde den französischen Offizieren Paul Voulet und Julien Chanoine von der Mission Voulet-Chanoine die Übergabe von sechs jungen Ochsen verweigert, woraufhin diese den Befehl zur Zerstörung der Stadt und zur Tötung der damals über 10.000 Einwohner gaben. Eine französisch-britische Vereinbarung schlug Birni-N’Konni zunächst Britisch-Nigeria zu. Durch ein weiteres Grenzabkommen vom 8. April 1904 kam die Stadt an Französisch-Westafrika. Dadurch löste sie sich auch endgültig von der Herrschaft Sokotos.
Die Franzosen richteten 1916 die erste Schule im Ort ein. Die 558 Kilometer lange Piste nach Agadez, die ab Tahoua auf Kamele ausgerichtet war, galt in den 1920er Jahren als einer der Hauptverkehrswege in der damaligen französischen Kolonie Niger. Gleiches galt für die durch Birni-N’Konni führende 1375 Kilometer lange Piste von Niamey nach N’Guigmi, die in der Trockenzeit bis Guidimouni und wieder ab Maïné-Soroa von Automobilen befahrbar war.
Bis 1972 hatten in Niger nur die Großstädte Niamey, Maradi, Tahoua und Zinder den Status einer eigenständigen Gemeinde. In diesem Jahr wurde Birni-N’Konni zeitgleich mit sechs weiteren nigrischen Orten zur Gemeinde erhoben. Im Spätsommer 2024 war die Gemeinde von einer Cholera-Epidemie betroffen.

## Bevölkerung

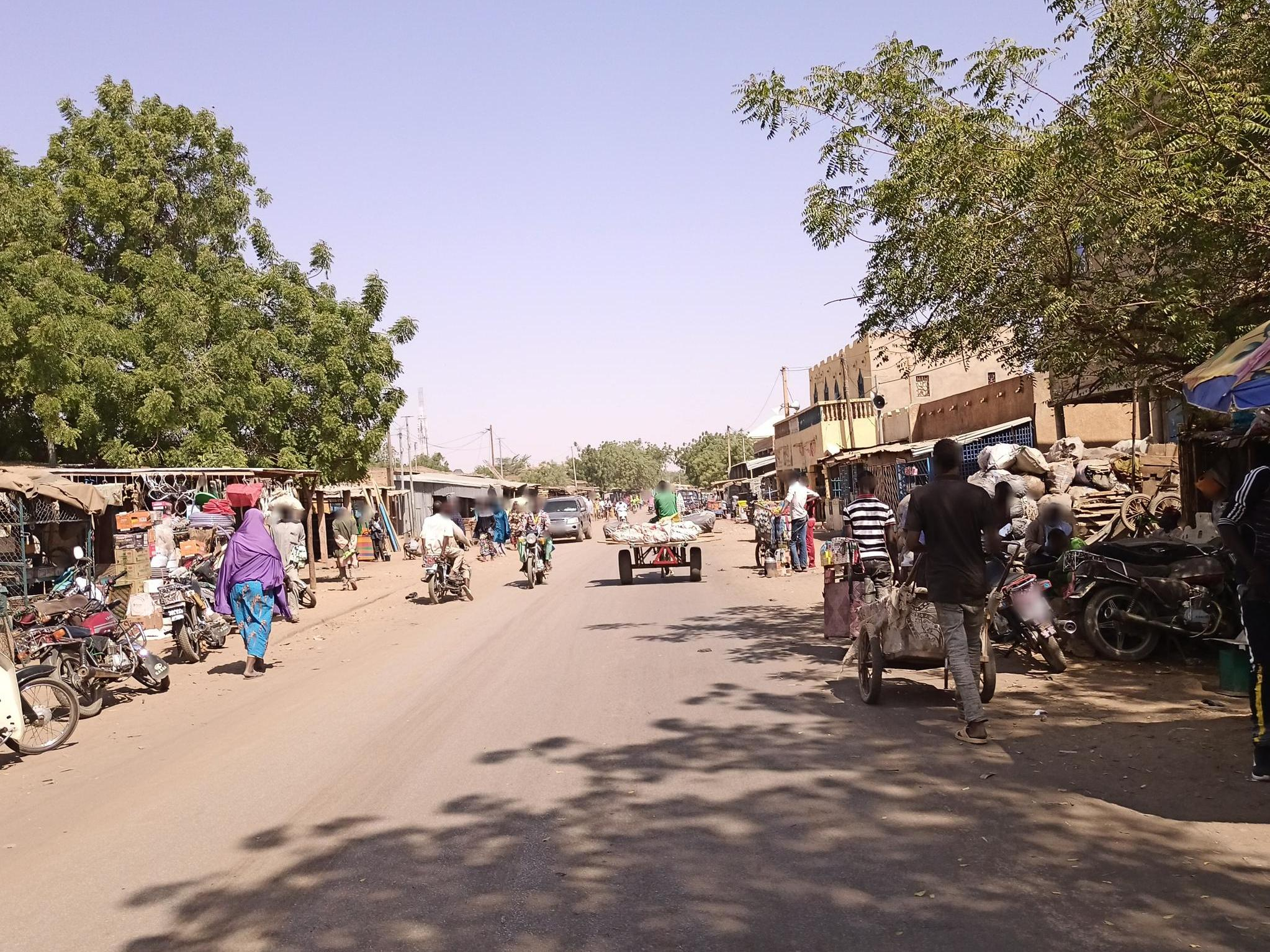
Straßenszene in Birni-N’Konni (2021)

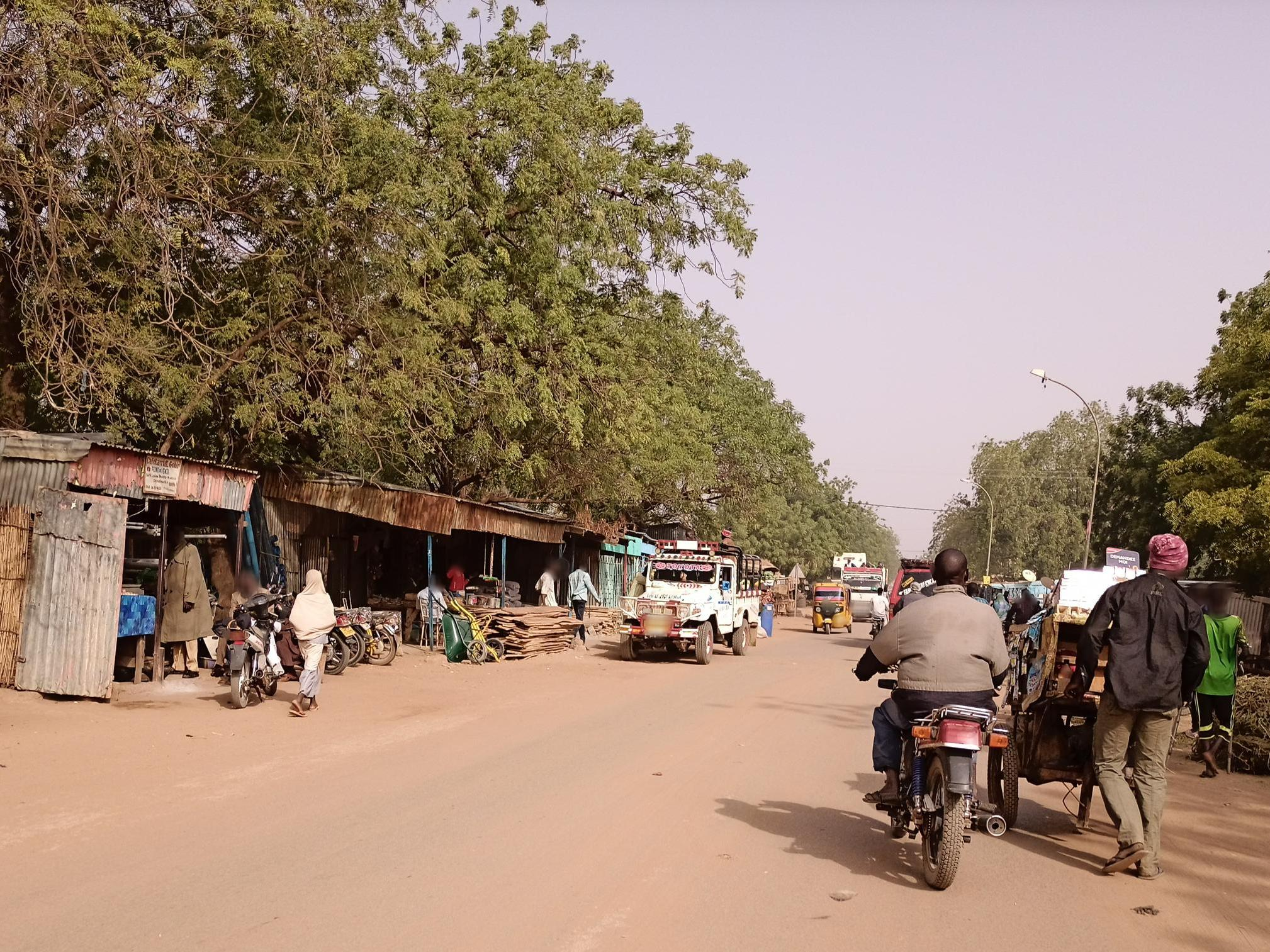
Straßenszene in Birni-N’Konni (2021)

Bei der Volkszählung 2012 hatte die Stadtgemeinde 149.414 Einwohner in 23.529 Haushalten. Davon lebten 63.169 Personen im städtischen und 86.245 Personen im ländlichen Gemeindegebiet.
Bevölkerungsentwicklung
Die größte Volksgruppe in Birni-N’Konni sind die Hausa. In der Gemeinde leben Angehörige der Hausa-Untergruppen Konnawa, Adarawa, Azna und Gobirawa sowie Tuareg.

## Politik und Justiz
Der Gemeinderat (conseil municipal) hat 25 gewählte Mitglieder. Mit den Kommunalwahlen 2020 sind die Sitze im Gemeinderat wie folgt verteilt: 11 PNDS-Tarayya, 6 MPR-Jamhuriya, 3 ARD-Adaltchi Mutunchi, 2 MPN-Kiishin Kassa, 1 ADN-Fusaha, 1 PJP-Génération Doubara und 1 RDR-Tchanji.
Jeweils ein traditioneller Ortsvorsteher (chef traditionnel) steht an der Spitze von 24 Dörfern im ländlichen Gemeindegebiet.
Birni-N’Konni ist der Sitz eines Tribunal de Grande Instance, eines der landesweit zehn Zivilgerichte der ersten Instanz. Die Haftanstalt Birni-N’Konni hat eine Aufnahmekapazität von 600 Insassen.

## Kultur und Sehenswürdigkeiten
In der verwinkelten Altstadt befinden sich die alte Große Moschee und die chefferie, der Sitz des sarki, des traditionellen Stadtoberhaupts. Entlang der Maggia liegen Gärten. Ein weiteres großes Gartenareal ist Tchilankom zwischen den Stadtteilen Sabon Gari und Moun Wadata.
Die örtliche Maison des jeunes et de la culture ist die Maison Kondo. Hier finden gelegentlich Turniere der lutte traditionnelle, einer beliebten Kampfsportart, sowie Konzerte statt. Im zu Birni-N’Konni gehörenden Dorf Massalata wird alljährlich im Januar oder Februar eine große Versammlung der Azna veranstaltet.

## Wirtschaft und Infrastruktur

### Wirtschaft

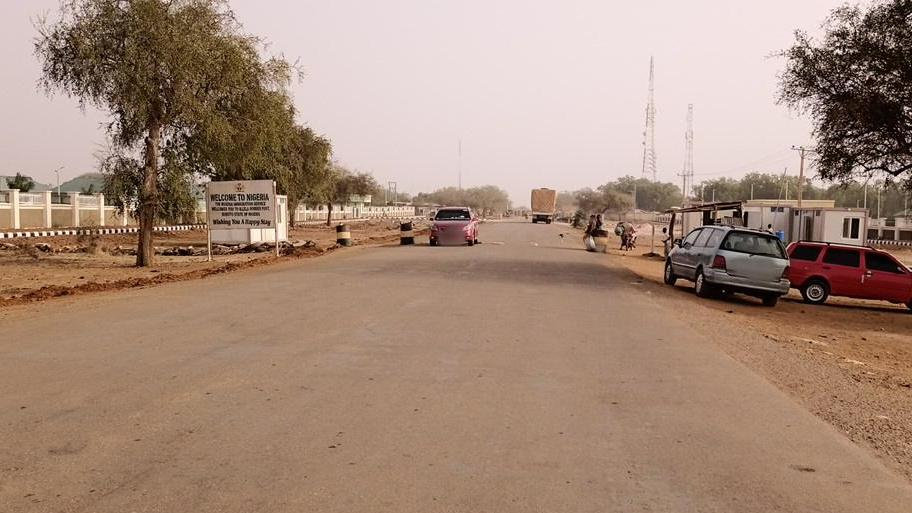
Grenzübergang zu Nigeria in Birni-N’Konni (2021)

Bedingt durch die günstige Verkehrslage ist Birni-N’Konni ein wichtiges Handelszentrum. Die Hauptstraße, die vom Carrefour de l’Unité entlang der Altstadt Richtung nigerianischer Grenze verläuft, ist eine belebte und verkehrsreiche Geschäftsstraße. An der Hauptstraße befindet sich der täglich geöffnete Marktplatz, der besonders am Mittwoch, dem Markttag, von einer Vielzahl ethnischer Gruppen besucht wird – neben Hausa unter anderen von Fulbe, Tuareg und Zarma. Das staatliche Versorgungszentrum für landwirtschaftliche Betriebsmittel und Materialien (CAIMA) unterhält eine Verkaufsstelle im Stadtzentrum.
Die Stadt liegt in jener schmalen Zone entlang der Grenze zu Nigeria, die von Tounouga im Westen bis Malawa im Osten reicht und in der Bewässerungsfeldwirtschaft für Cash Crops betrieben wird.

### Gesundheit und Bildung
Gesundheitszentren des Typs Centre de Santé Intégré (CSI) sind in den Stadtvierteln Moun Wadata und Sabon Gari sowie in den ländlichen Siedlungen Dossey, Folakam und Tallé Alforma vorhanden. Das Gesundheitszentrum in Moun Wadata verfügt über ein eigenes Labor und eine Entbindungsstation.
In Birni-N’Konni befindet sich ein Stützpunkt des staatlichen agronomischen Forschungsinstituts Institut National de Recherches Agronomiques du Niger (INRAN). Allgemein bildende Schulen der Sekundarstufe sind der CEG Konni Commune, der CEG FA Konni, der CES Birni-N’Konni und der CEG Folakam. Das Kürzel CEG steht für Collège d’Enseignement Général und das Kürzel CES für Collège d’Enseignement Secondaire. Als CEG FA wird ein Collège d’Enseignement Général des Typs Franco-Arabe bezeichnet, das einen Schwerpunkt auf die arabische zusätzlich zur französischen Sprache aufweist. Der Collège d’Enseignement Technique de Konni (CET Konni) ist eine technische Fachschule. Das Berufsausbildungszentrum Centre de Formation aux Métiers de Konni (CFM Konni) bietet Lehrgänge in Metallbau, familiärer Wirtschaft und Tischlerei an. Die katholische Mission betreibt mit dem Centre Kan Kowa Shi Waye ein Bildungszentrum, das insbesondere die Lese- und Schreibfähigkeit von Erwachsenen in den Sprachen Französisch und Hausa fördert. Dem Zentrum ist eine Bibliothek angeschlossen.

### Verkehr

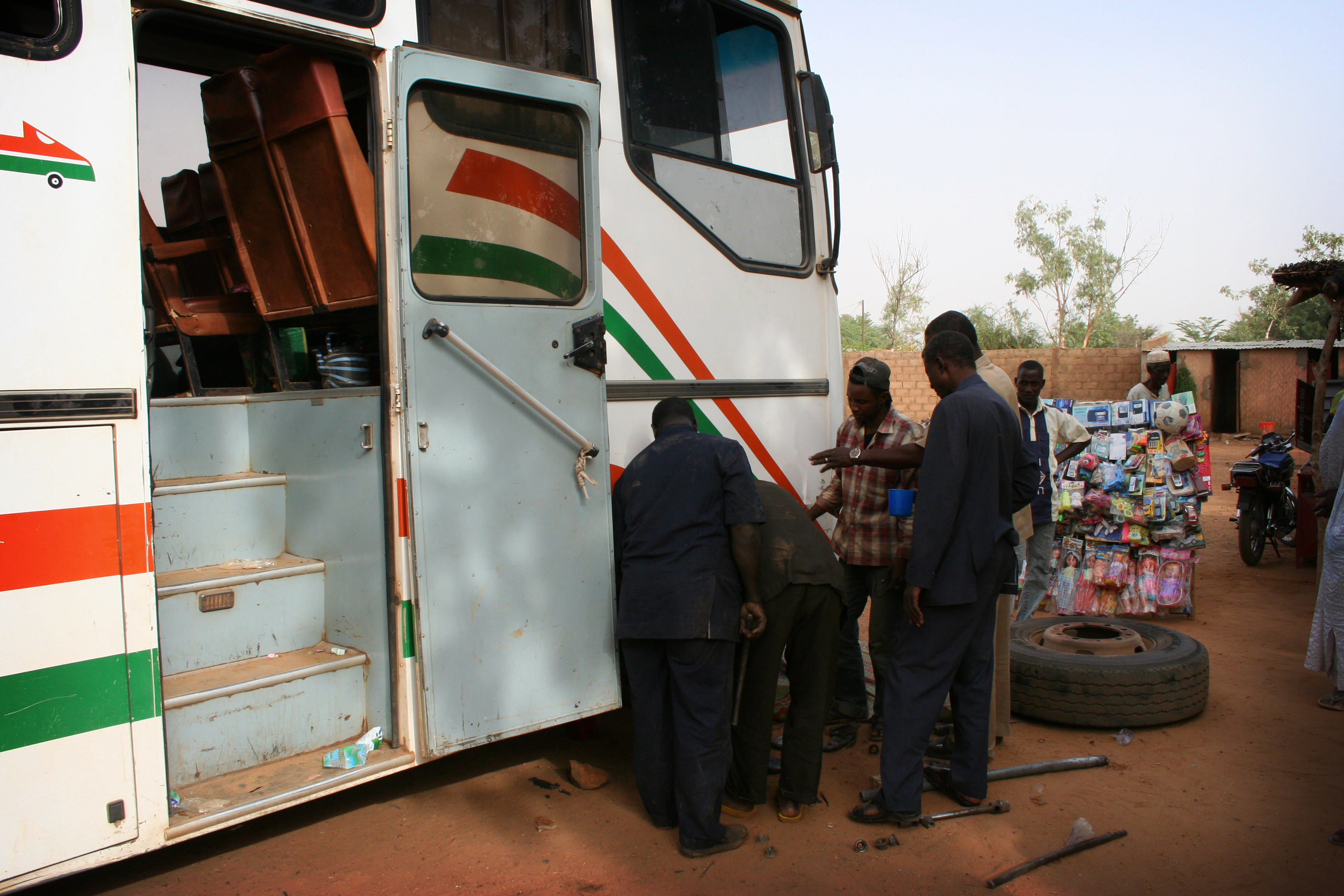
Reifenwechsel an einem Bus in Birni-N’Konni (2009)

Birni-N’Konni ist ein bedeutender Verkehrsknotenpunkt. Die Stadt befindet sich am Dakar-N’Djamena-Highway und wird von allen vier großen Busunternehmen des Landes angefahren. Beim Busbahnhof befindet sich ein großer Schwarzmarkt.

## Persönlichkeiten
- Assoumane Adamou (* 1942), Beamter und Politiker
- Amadou Bacharou Ibro (* um 1964), Offizier, geboren im Dorf Dibissou
- Aïssata Moumouni (1939–2021), Pädagogin und Politikerin
- Ousmane Issoufou Oubandawaki (* 1948), Manager und Politiker
- Abdoul Ramane Seydou (* 1949), Offizier und Politiker
- Boubacar Toumba (1940–2023), Offizier und Politiker